# Ho sognato di te
Ho sognato di te (The Death and Life of Charlie St. Cloud) è un romanzo del 2004 di Ben Sherwood. Il libro è una favola di fantasia sulla straordinaria esperienza di un uomo chiamato: Charlie St. Cloud, che viene resuscitato in seguito a un incidente d'auto che uccide suo fratello. 

## Trama
Charlie e Sam St. Cloud sono due fratelli rispettivamente di quindici e dodici anni, con un amore così forte che nessuna forza può separare. Quando la loro mamma lascia Charlie per fare da babysitter a Sam, decidono di andare a vedere una partita di baseball dei Red Sox del 1991 a Boston contro i New York Yankees con il loro beagle, Oscar. Essi "prendono in prestito" la Ford Country Squire della loro vicina, la signora Pung. Lungo la strada non riescono a decidere quale CD ascoltare. Mentre i due attraversano il ponte del Generale Edwards sul fiume Saugus, sulla via del ritorno, Charlie decide di dare un'occhiata alla luna per vedere se Sam aveva ragione sul fatto che fosse più grande quella notte. Charlie non vede arrivare un camion a 18 ruote e finiscono per precipitare ben due volte, anche Oscar rimane schiacciato. Quando muoiono, essi si ritrovano vicino al cimitero di Marblehead, la città in cui vivono. Sam è spaventato e Charlie promette che non si abbandoneranno mai. Tuttavia, Charlie verrà in seguito rianimato da un religioso paramedico, Florio Ferrente e va avanti con la sua vita.
Tredici anni dopo, Charlie, ora ventottenne, lavora al cimitero di Waterside. Ogni sera al tramonto si reca in una foresta vicina dove gioca con Sam. Charlie ha il dono di vedere i fantasmi. Questo gli serve bene come becchino, poiché può parlare con i fantasmi.
Charlie incontra Tess Carroll, una velista che vuole fare un giro del mondo. Una settimana prima della sua partenza, la donna dirige il suo yacht in una tempesta per testarlo, senza ascoltare il suo marinaio Tink Weatherbee che le aveva detto di non entrare nella tempesta. La tempesta risucchia Tess nella sua presa e la nave si ribalta, lasciandola appesa a testa in giù. Tess appare al cimitero dove è sepolto suo padre. Mentre ella osserva il memoriale di suo padre, sente un forte rumore sferragliante, è Charlie che spaventa le oche sbattendo insieme i coperchi dei bidoni della spazzatura. Ella si ricorda di Charlie dal liceo e si chiede se egli si ricorda di lei. I due parlano e Charlie finisce per chiedere a Tess di venire a cena quella sera. I due non sono del tutto sicuri di questa organizzazione per ragioni diverse. Tess è preoccupata per il fatto che non è mai stata una vera credente nell'amore, e Charlie è preoccupato che questo possa interferire con la promessa tra lui e Sam. Il giorno dopo, mentre fa una passeggiata con il suo cane, Bobo, Tess si rende conto che le persone la ignorano quando Bobo si slega dal guinzaglio e nessuno la sente, quando chiede alla gente di fermarlo.
Tre giorni dopo, durante il pranzo, un ufficiale entra nella caffetteria e afferma che la barca di Tess, la Querencia, è scomparsa e non è mai stata ritrovata. Charlie è scioccato al pensiero che Tess possa essere morta. Aveva sentito parlare di "terra di mezzo" dove gli spiriti sarebbero rimasti finché non fossero stati pronti a passare al livello successivo. Ne aveva visti molti andare e venire rapidamente, mentre altri come suo fratello, a cui piaceva restare. Nel frattempo, tutti in città in possesso di una barca, incluso Charlie, esplorano il porto per cercare il corpo di Tess. Charlie mette in dubbio la sua sanità mentale perché la notte che hanno condiviso insieme è stata così reale, e Tess era piena di vita. Non è possibile che sia morta.
Tutti rinunciano alla ricerca, mentre Charlie sente che c'è un ultimo posto in cui deve andare. Con l'aiuto di Sam, trova il corpo di Tess. Tess viene trasportata in un ospedale dove i medici la stabilizzano, mettendola in coma profondo.
Pochi mesi dopo, Charlie decide di lasciare il suo lavoro e andare avanti, saluta Sam ora "venticinquenne", che poi passa oltre. Charlie ora è un paramedico all'Engine 2 in Franklin Street. Durante la sua ultima visita in ospedale Tess si sveglia. Charlie ricorda come i due si sono incontrati e innamorati al Cimitero di Waterside, e glielo racconta.
La postfazione del romanzo viene narrata dal fantasma di Florio Ferrante, il paramedico che ha salvato la vita di Charlie. Egli rivela che Tess e Charlie si innamorano di nuovo e alla fine si sono sposati ed hanno avuto due figli. Si dice anche che Charlie e la sua famiglia riceveranno un nuovo beagle.

## Adattamento cinematografico
Un adattamento cinematografico con Zac Efron, Charlie Tahan e Amanda Crew è stato pubblicato nel 2010. Kim Basinger ha interpretato la madre di Charlie e Sam. Il film è stato diretto da Burr Steers e prodotto da Marc Platt.